# Priscilla Renea
Priscilla Renea Hamilton (Vero Beach (Florida), 14 september 1988) is een Amerikaanse singer-songwriter. Ze schreef mee aan onder andere de hits Timber (van Pitbull en Ke$ha) en California King Bed (van Rihanna) en ze scoorde zelf in 2014 een kleine hit met een duet met B.o.B, John Doe.

## Levensverhaal

### Vroeg leven
Renea werd geboren in Vero Beach (Florida) in de Verenigde Staten op 14 september 1988. Renea's vader was een lid van de marine. Renea zegt dat ze begon te zingen op de leeftijd van twee, maar dat ze het niet fijn vond te zingen voor publiek naarmate ze ouder werd. Ze had een hekel aan muziek die ze op de radio hoorde dus besloot ze om zelf nummers te gaan schrijven, die ze graag op de radio zou horen. Later struikelde ze over YouTube en ze begon met het plaatsen van video's van haar zang in haar kamer. Ze vroeg patent aan op haar eigen opgenomen video's, en zo maakte ze haar eigen liedjes onafhankelijk. Haar kanaal ontving uiteindelijk meer dan 30.000 abonnementen en zij kreeg de gelegenheid om deel te nemen aan MTV's Say What Karaoke. Renea kreeg een overvloed van radio airplay en een aantal radio-programmeurs geloofden dat het lied werd uitgevoerd door Rihanna.

### Carrière
Op 1 december 2009 bracht ze in de Verenigde Staten haar debuutalbum Jukebox uit. Ter promotie van dit album kwam op 20 oktober 2009 haar eerste single Dollhouse uit. Deze single haalde de Billboard Hot 100 niet, maar haalde wel nummer 11 op de Heatseekers Singles Chart en nummer 35 op Hot Dance Club Songs. Ook het album haalde de Billboard niet. Ook al haalde het album geen commercieel goede ontvangsten, door de critici werd het album geprezen.
Op 2 maart 2010 kwam de tweede single Lovesick uit, maar deze single faalde en kwam in geen enkele hitlijst.
Ze besloot voornamelijk liedjes te schrijven voor andere artiesten.
In 2014 brak ze door met het liedje John Doe, een samenwerking met al langer doorgebroken rapper B.o.B.

## Discografie

### Geschreven voor andere artiesten
| Jaar | Artiest                  | Nummers                | Hoogste positie | Credit                                     |
| ---- | ------------------------ | ---------------------- | --------------- | ------------------------------------------ |
| 2008 | Girlicious               | Here I Am              | -               | Medeschrijfster                            |
| 2009 | Cheryl Cole              | Superhero              | -               | Medeschrijfster                            |
| 2010 | Cheryl Cole              | Promise This           | tip19           | Co- wrote, Vocal, Producer, Backing Vocals |
| 2010 | Cheryl Cole              | Hummingbird            | -               | Medeschrijfster/Backing vocal              |
| 2010 | Cheryl Cole              | Raindrops              | -               | Medeschrijfster/Backing vocal              |
| 2010 | Cheryl Cole              | The Flood              | -               | Medeschrijfster/Backing vocal              |
| 2010 | Rihanna                  | California King Bed    | 9               | Mede-schrijfster/Backing vocal             |
| 2011 | Rihanna                  | Watch n' Learn         | -               | Mede-schrijfster                           |
| 2011 | Demi Lovato              | Fix a Heart            | -               | Medeschrijfster                            |
| 2011 | Selena Gomez & The Scene | Who Says               | tip8            | Medeschrijfster/Backing vocal              |
| 2011 | Selena Gomez & The Scene | Bang Bang Bang         | -               | Medeschrijfster/Backing vocal              |
| 2011 | Cher Lloyd               | Superhero              | -               | Mede-schrijfster                           |
| 2011 | Big Sean                 | My Last                | -               | Backing vocal                              |
| 2011 | Big Sean                 | What Goes Around       | -               | Backing vocal                              |
| 2011 | Mary J. Blige            | Don't Mind             | -               | Medeschrijfster                            |
| 2011 | Greyson Chance           | Stranded               | -               | Medeschrijfster                            |
| 2011 | Yelawolf                 | Made in the U.S.A      | -               | Medeschrijfster/Backing vocal              |
| 2011 | Kelly Rowland            | Work It Man            | -               | Medeschrijfster                            |
| 2011 | Kelly Rowland            | Turn It Up             | -               | Medeschrijfster                            |
| 2011 | Chris Brown              | Beg For It             | -               | Medeschrijfster                            |
| 2011 | Chris Brown              | Wet The Bed            | -               | Medeschrijfster                            |
| 2012 | Chris Brown              | Don't Wake Me Up       | 34              | Medeschrijfster/Backing vocal              |
| 2012 | Madonna                  | Gang Bang              | -               | Medeschrijfster                            |
| 2012 | Madonna                  | Love Spent             | -               | Medeschrijfster                            |
| 2012 | Sabi                     | Where They Do That At? | -               | Medeschrijfster                            |
| 2012 | Bridgit Mendler          | All I See Is Gold      | -               | Medeschrijfster                            |
| 2012 | Bridgit Mendler          | 5:15                   | -               | Medeschrijfster                            |
| 2012 | Girls' Generation        | I'm A Diamond          | -               | Medeschrijfster                            |
| 2012 | Little Mix               | Turn Your Face         | -               | Medeschrijfster                            |
| 2013 | The Saturdays            | Gentleman              | -               | Schrijfster                                |
| 2013 | The Saturdays            | Lease My Love          | -               | Schrijfster                                |
| 2013 | Demi Lovato              | In Case                | -               | Medeschrijfster                            |
| 2013 | Mika Ariana Grande       | Popular Song           | tip8            | Medeschrijfster/Backing vocal              |
| 2013 | Tamar Braxton            | Tip Toe                | -               | Medeschrijfster                            |
| 2013 | K. Michelle              | V.S.O.P.               | -               | Schrijfster                                |
| 2013 | Pitbull Ke$ha            | Timber                 | 1               | Medeschrijfster                            |

### Singles
| Single met eventuele hitnotering(en) in de Nederlandse Top 40 | Datum van verschijnen | Datum van binnenkomst | Hoogste positie | Aantal weken | Opmerkingen                                           |
| ------------------------------------------------------------- | --------------------- | --------------------- | --------------- | ------------ | ----------------------------------------------------- |
| John Doe                                                      | 2014                  | 08-02-2014            | 21              | 10           | met B.o.B / Nr. 54 in de Single Top 100 / Alarmschijf |

- International Standard Name Identifier: 0000 0004 0720 2721
- Library of Congress Control Number: no2009193579
- MusicBrainz: 66acfbaf-a28e-49c1-aeff-ef92e4358d90
- Virtual International Authority File: 103533908
- WorldCat: E39PBJjmRkhHmD4MWDmjbfHQv3